# 오사시마역
오사시마역(일본어: 筬島駅)은 일본 홋카이도 나카가와 군 오토이넷푸촌에 위치한 홋카이도 여객철도 소야 본선의 철도역이다. 역 번호는 W62이며, 단선 승강장 1면 1선 구조를 갖춘 지상역이다.

## 역 주변
- 국도 제40호선
- 오사시마 대교

## 이용 현황
- 1981년 - 11명
- 1992년 - 2명

## 역사
- 1922년 11월 8일 : 국유 철도 데시오 선 오토이넷푸 역 - 본피라 역 간 개통에 수반해 개업. 일반역.
- 1924년 6월 25일 : 선로 명을 데시오미나미 선으로 개칭, 그것에 수반해 이 선의 역이 됨.
- 1926년 9월 25일 : 데시오미나미 선과 데시오기타 선을 통합해 선로 명을 데시오 선으로 개칭, 그것에 수반해 이 선의 역이 됨.
- 1930년 4월 1일 : 데시오 선을 소야 본선으로 편입, 그것에 수반해 이 역이 됨.
- 1977년 5월 25일 : 화물 취급 폐지.
- 1984년 2월 1일 : 소화물 취급 폐지.
- 1986년 11월 1일 : 무인화.
- 1987년 4월 1일 : 일본국유철도 분할 민영화에 의해, 홋카이도 여객철도가 승계.
- 1980년대 후반 - 1990년대 전반 : 역사 개축, 화차 역사로 한다.

## 인접 역
| 홋카이도 여객철도 소야 본선    | 홋카이도 여객철도 소야 본선 | 홋카이도 여객철도 소야 본선 |
| ------------------------------ | --------------------------- | --------------------------- |
| W61 오토이넷푸 아사히카와 방면 | ■ 소야 본선                 | 사쿠 W63 왓카나이 방면      |